# Mats Lillhannus
Mats Lillhannus, född 1972, är en finländsk sångare (tenor).
Mats Lillhannus är född och uppvuxen i Korsholm i Finland och är en ensemblesångare specialiserad på tidig musik. Sin musikerbana inledde Lillhannus som jazztrumpetare, men redan under gymnasieåren under det tidiga 1990-talet väcktes intresset för sång och tidig musik. Efter avslutad skolgång sökte sig Lillhannus till Åbo Akademi för att studera musikvetenskap och avlade filosofie magisterexamen. Därefter inledde Lillhannus sin karriär som professionell sångare och musiker. Lillhannus har studerat sång under ledning av Veikko Kiiver i Stockholm och deltagit i mästarkurser ledda av bland andra Damien Poisblaud, Kevin Smith och Päivi Kantola.
Lillhannus arbetar både som solist och som ensemblesångare, i Finland och internationellt. Redan under studietiden grundade han vokalensemblen Camerata Aboensis vars konstnärliga ledare han är. Lillhannus är också initiativtagare till kammarkören Key Ensemble som grundades år 2004. Därtill är han medlem av den nystartade ensemblen Apollo's Noyse, vars medlemmar kommer från Finland, Storbritannien och Schweiz.
Under åren 2009–2010 deltog Lillhannus i magisterprogrammet AVES (Advanced Vocal Ensemble Studies) vid Schola Cantorum Basiliensis i Basel, Schweiz, under ledning av Anthony Rooley och Evelyn Tubb.
Mats Lillhannus gör regelbundna solistframträdanden i oratorier och kantater, speciellt hans tolkningar av arior och av evangelistrecitativ har fått rikligt med beröm. Därtill editerar Lillhannus musik och skriver konsertpresentationer för olika konsertserier. Mats Lillhannus bor i Åbo, Finland.

## Musikexempel
- Camerata Aboensis: Jesu dulcis memoria
- Apollo's Noyse: Wert: Valle che de' lamenti miei